# Литоба
Литоба (мађ. Liptód) је село у Мађарској, у јужном делу државе. Село управо припада Мохачком срезу Барањске жупаније, са седиштем у Печују.

## Природне одлике
Насеље Литоба налази у јужном делу Мађарске. Најближи већи град је Мохач.
Историјски гледано, село припада мађарском делу Барање. Подручје око насеља је равничарско, приближне надморске висине око 160 м. Северно се издиже планина Мечек, док се југоисточно спушта до Дунава.

## Становништво
Према подацима из 2013. године Литоба је имала 211 становника. Последњих година број становника опада.
Претежно становништво у насељу чине Мађари римокатоличке вероисповести, а мањине су Немци (око 36%). Српска заједница у насељу више није присутна, а српска православна црква је срушена.

### Попис1910.
| Литоба                                                                                         | Литоба |
| ---------------------------------------------------------------------------------------------- | --- |
| Језик                                                                                          | Вера |
| укупно: 1.003 Немачки 729 (72,68%) Српски 191 (19,04%) Мађарски 65 (6,48%) Хрватски 18 (1,79%) | <div style="border:solid transparent;position:absolute;width:100px;line-height:0; укупно: 1.003 Римокатолици 787 (78,46%) Православци 192 (19,14%) Јевреји 24 (2,39%) - (-%) |

## Срби у Литоби
Срби су у насељу присутни још од средњег века, али је њихов број посебно нарастао после Велике сеобе. По српском извору из 1905. године место је наводно насељено око 1800. године.
О ускршњем посту 1735. године у Литоби се исповедило и причестило 103 православна Хришћанина. Били су то чланови следећих породица: Петков, Милинов, Бошњак, Спорић, Бачван, Попов, Марков, Милисав, Дадић, Васин и Харић. У месту је 1731. године забележено 23 православних домова. Број становника Срба износио је 1796. године - 315 душа, а век доцније, 1890. године било их је мање - 265. Било је то место 1885. године у Мохачком изборном срезу са својом филијалом. Записано је тада у Литоби 281 душа, а у парохијској филијали Ланчугу 175 православаца.
Године 1905. Литоба је мала општина у Мохачком срезу. Ту живи 1080 житеља у 180 домова, а доминирају Немци. Срба православаца има 209 или 19%, са 40 кућа. Српска јавна здања су тада православна црква и народна школа. Село је лоше повезано са светом, нема ни пошту.
Православна црква је стара, посвећена Св. еванђелисти Луки. Матрикуле су из 1/2 19. века: крштених од 1807, умрлих од 1812. и венчаних од 1830.године. Била је у добром стању 1905. године. У месту је 1905. српска православна црквена општина, скупштина је редовна, под председништвом поп Славка Николића. Старатељ цркве и школе је мештанин Срето Дадић. Ту је православна парохија шесте платежне класе, има парохијски дом и парохијску сесију од 31 кј. земље. Парохијска филијала је тада Ланчуг. Нема пароха у селу, администрира три године титошки парох Славко Николић.
Расписан је 1867. године стечај за упражњено место српског учитеља у Литобској школи. Из огласа се виде његова примања: плата годишња 28 ф, 20 пожунских мерова ражи а 10 мерова кукуруза, два хвата дрва, 2,5 акова вина и учитељски стан. Литобски учитељ је 1897. године могао да рачуна на 300 ф. плате у новцу и ситнијим натуралним додацима. Био је то српски учитељ Ј. Симић, учесник учитељског скупа у Мохачу маја 1897. године. Почетком 20. века литобска школа је српска народна, има једно ново школско здање из 1906. године. Учитељица је Вукосава Симендић родом из Сомбора, која је две године у месту као привремена. Редовну наставу у то време је пратило 28 ученика, у недељну школу ишло 15 ђака старијег узраста.
По подацима проф. Гаврила Витковића у Литоби је 1867. године било записано 281 становник Србин.
После Првог светског рата и поделе Барање на два дела — данас мађарски (северни, већи) и хрватски (јужни, мањи), Срби у Литоби су се нашли у мађарском делу. У следећим годинама већи део Срба (око 170 душа) се иселио у српске делове новообразоване Краљевине Срба, Хрвата и Словенаца.
Српска православна црква у Литоби срушена је 1951. године.
Почетком 21. века опстало је српско православно гробље на око 800 метара северно од насеља, на једном брежуљку. Власник је српска црквена општина и веома је запуштено. Гробље нема ограду нити централни гробљански крст. Регистровано је укупно 66 старих камених споменика, од којих су многи поломљени и оштећени. Споменици од 18. века су са епитафима на црквено-словенском језику, а каснији су на српском језику.